# Piscine Molitor
Piscine Molitor är en badanläggning beläggen vid Bois de Boulogne, mellan Stade Roland Garros och Parc des Princes i Paris Paris sextonde arrondissement. Anläggningen invigdes 1929 av de olympiska medaljörerna Aileen Riggin Soule och Johnny Weissmuller och är berömd främst för sin Art déco-inredning. Anläggningen stängdes 1989 efter att ha fallit ur bruk, men en ombyggnation skedde i början på 2010-talet och i maj 2014 nyöppnades den renoverade anläggningen. Piscine Molitor är klassad som monument historique.